# Lars Muhl
Lars Muhl (født 14. november 1950 i Aarhus) er dansk forfatter, mystiker og musiker.
Har siden 1965, sideløbende med musikalsk virke, studeret sammenlignende religion og filosofi, og har siden 1988 specialiseret sig i aramæisk, samt kristen og jødisk mystik.
Som 14 årig fra 1964-65 freelance-journalist ved Aarhus Amtstidende. Fra 1966-68 aktiv musiker og sangskriver i Dragon Five og 1968-1974 i Daisy. I perioden 1975-76 elev på Det Jyske Musikkonservatorium. Sanger og sangskriver i Warm Guns 1978-1984. Fra 1986-1999 solist. I 1995 deltog han i Dansk Melodi Grand Prix med sangen Europa, der gav ham en andenplads. Han har skrevet et utal af sange, hvoraf mange er fortolket af kunstnere over hele verden. I Danmark har især Lis Sørensen fortolket Muhl-sange. Desuden fungerede han som producer for bl.a. Henning Stærk.
Debuterede som forfatter i 1993. Opgav musikkarrieren i 1999 for at hellige sig esoteriske studier og forfatterskab.
Foredrags- og kursusholder i ind- og udland. Fra 2009 til 2022 har Lars sammen med sin tidligere hustru, lydterapeut Githa Ben-David, drevet Gilalai – Institut for Energi & Bevidsthed, som også er et forlag. Desuden har de skabt den gratis spirituelle videokanal Cosmoporta.net.
Lars Muhl var medlem af komponistforeningen DJBFAs bestyrelse 2000-08. Redaktør for komponistforeningen DJBFAs blad 2000-08. Stiftede i 2001 det litterære selskab De Bangske Morgenmænd. Medlem af Kunstfondens Rytmiske Udvalg 2002-04. Siden 2003 stifter af og bestyrelsesformand for hjælpeorganisationen Hearts & Hands. DJBFAs Hæderspris 1995, WBCs Songwriter Million Certificate 1996, Optaget på Watkins Top 100 of the worlds most spiritual influential persons 2013.

## Diskografi

### Daisy
- The Lonesome Brigade (1975)

### Warm Guns
- First Shot Live (1979)
- Instant Schlager (1980)
- Italiano Moderno (1981)
- Follow Your Heart or Fall (1983)
- Hey-Hey-Hey Live Roskilde Festival 83 (1983)
- Hard Luck (opsamling) (1990)

### Lars Muhl
- The Glorious Art of Breaking Little Girls' Hearts and Blowing Big Boys' Brains (1986)
- King of Croon (1988)
- When Angels Fall (1991)
- Kingdom Come (1994)
- Regnfang (fra musicalen af samme navn) (1996)
- Mandolina (1997)
- Till the End of Time – Best of Lars Muhl (1999)

### Lars Muhl & Githa Ben-David
- ''To Heal the Space Between Us'' (2011)
- Zeros (2015)

## Filmografi
- Seeren (Gilalai 2016), filmen er også lavet på engelsk (The Seer), på tysk (Der Seher) og fransk (Le Voyant).
- Yeshua - Lost in Translation (Vision Film 2016)
- The Gate of Light (Gilalai 2016)
- The Note from Heaven (Gilalai 2017)
- … før øjet brister - et møde med fotografiker og sanger Poul Erik Veigaard (Gilalai 2017)
- Drømmefangeren - en film om drømmetyder, musiker og forfatter Frank Lorentzen (Gilalai 2019)